# همدستان شب

طرح روی جلد نسخه آمریکایی

همدستان شب داستانی نوشته دارن شان به ترجمه فرزانه کریمی از سری قصه‌های سرزمین اشباح(هشتمین جلد)

## رده بندی
رمان تخیلی نوجوانانه، کمی ترسناک

## مشخصات نسخه فارسی
در ۲۲۴ صفحه توسط انتشارات قدیانی(کتاب‌های بنفشه) چاپ و منتشر شده‌است.

## کتاب قبلی و کتاب بعدی
شکارچیان غروب|همدستان شب|قاتلان سحر

## داستان
دارن شان در ادامه جستجوی رهبر شبح واره وارد شهر خودش می‌شود و با اتفاقاتی ناگوار روبه رو می‌شود و استیو دوست قدیمی اش را می بیند.در پایان داستان می فهمد که استیو نیمه شبح واره است و تمام نقشه‌های اذیت کردن دارن شان نیز زیر سر او بوده است.

## نکته
جی‌کی‌رولینگ خواندن این کتاب را برای هری پاتر دوستان توصیه کرده‌است.(به عکس جلد نسخه آمریکایی دقت کنید)